# سخت‌افزار متن‌باز
سخت‌افزار متن باز (به انگلیسی: Open-source hardware)، همانند نرم‌افزارهای متن‌باز از استانداردهای متن‌باز پیروی کرده و به این گونه طراحی می‌شوند که تمامی اجزاء آن‌ها باز و به راحتی برای همگان قابل دسترس می‌باشند. سخت‌افزار منبع‌باز قسمتی از فرهنگ جنبش متن باز محسوب می‌شود و مفهوم مشابهی دارد. هدف سخت‌افزار منبع‌باز این است که اطلاعات در مورد سخت‌افزار به راحتی در دسترس همه قرار داشته باشد. طراحی سخت‌افزار (مانند طرح‌های مکانیکی، نمودار مدار (شماتیک)، مدار چاپی) به‌علاوهٔ نرم‌افزار راه‌انداز سخت‌افزار همگی مطابق قوانین نرم‌افزار آزاد و متن‌باز (FOSS) منتشر می‌شوند.

## نمونه‌ها

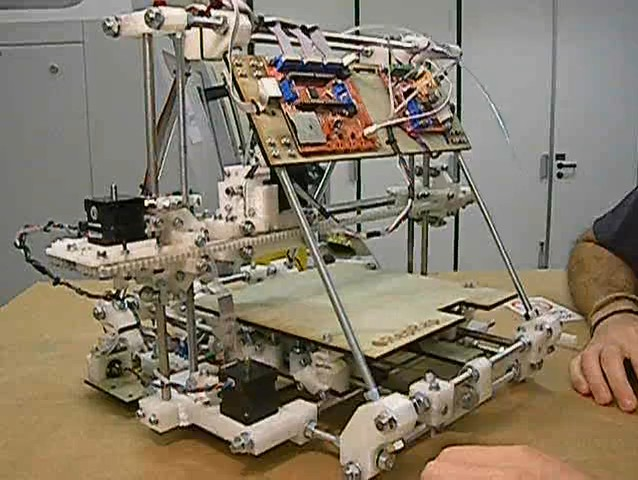
رِپ‌رَپ یک پرینتر سه‌بعدی همه منظوره است که برای ساخت سازه‌ها و قسمت‌های مختلف پروژه‌های منبع‌باز استفاده می‌شود، به‌علاوه اینکه خودش نیز یک پروژهٔ منبع‌باز محسوب می‌شود. همچنین رپ‌رپ به‌صورتی طراحی شده‌است که می‌تواند مشابهی از خودش را بسازد.

یکی از بهترین نمونه‌های این نوع سخت‌افزارها چاپگر سه بعدی رپ‌رپ (RepRap) می‌باشد که تمامی اجزای آن (فایل‌های طراحی سه بعدی، مدارهای الکترونیکی و…) متن آزاد بوده و به راحتی قابل تهیه و ساخت می‌باشد.

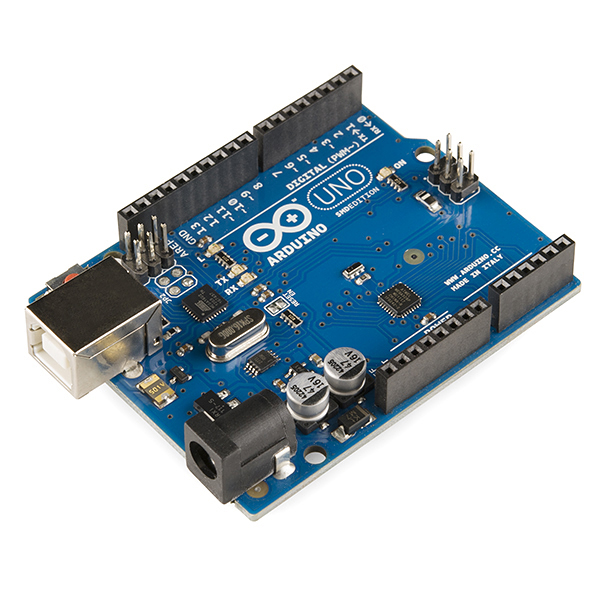
یک مدل از بردهای متن‌باز آردوینو

یک نمونهٔ دیگر از سخت‌افزارهای متن باز، بردهای آردوینو می‌باشد. آردوینو یک پلتفرم متن‌باز است و از دو قسمت سخت‌افزار و نرم‌افزار تشکیل می‌شود. سخت‌افزار آردوینو، یک برد الکترونیکی متن‌باز است که توسط کابل به رایانه وصل می‌شود. دستورهای آردوینو توسط این کابل بر روی ریزپردازشگر برد آردوینو ذخیره می‌شوند. دستورها در محیط نرم‌افزار آردوینو که آردوینو آی‌دی‌ای (Arduino IDE) نام دارد، نوشته شده و کامپایل می‌شوند. نرم‌افزار آردوینو نیز متن‌باز است و از سایت آردوینو دانلود می‌شود.